# Aziatische olifant
De Aziatische olifant (Elephas maximus) is een olifant die in Azië voorkomt. De wetenschappelijke naam van de soort werd in 1758 gepubliceerd door Carl Linnaeus in de tiende editie van Systema naturae.

## Kenmerken
De Aziatische olifant is kleiner dan de Afrikaanse olifanten. Zijn schouderhoogte is ongeveer tussen 2 en 3,5 meter en zijn gewicht tussen de 3000 en 5000 kg. Hij heeft kleine naar beneden wijzende oren en een bolle rug (in het Latijn: elephas). De slurf van de Aziatische olifant heeft aan het einde een vinger aan de bovenkant, de Afrikaanse soort heeft er een aan de onder- en een aan de bovenkant. Verder verschillen het aantal nagels en de vorm van de kiezen (de Afrikaanse olifant heeft ruitvormige (vanuit het Latijn: loxodonta) lamellen, de Aziatische heeft rechte lamellen). Bij de Aziatische olifanten hebben enkel de mannetjes slagtanden. Ook zijn de oren van de Afrikaanse olifant groter. De Aziatische olifant verliest zijn warmte niet langs de oren, in tegenstelling tot de Afrikaanse olifant; andersom gebruikt de Aziatische olifant hier wel zijn slurf voor, wat de Afrikaanse verwant niet doet.
Een mannetje wordt stier of bul genoemd, het vrouwtje een koe of vaars en het jong een kalf.
Aziatische olifanten worden in het wild gemiddeld 60 jaar oud, hetgeen onder gunstige omstandigheden in dierentuinen kan oplopen tot 80 jaar. Het voor zover bekend oudste exemplaar overleed in 2003 op 86-jarige leeftijd in de dierentuin van Taipei.

## Ondersoorten
Er worden vijf ondersoorten onderscheiden:
- Ceylon-olifant of Sri Lankaanse olifant (Elephas maximus maximus)
- Indische olifant (Elephas maximus indicus)
- Sumatraanse olifant (Elephas maximus sumatranus)
- Borneodwergolifant (Elephas maximus borneensis)
- Elephas maximus asurus (uitgestorven)

De verschillen tussen de ondersoorten zijn erg klein. De grootste verschillen zitten tussen de Ceylon-olifant en de Sumatraanse olifant. De Ceylon-olifant is het zwaarst (tot 5500 kilogram) en de Sumatraanse olifant het lichtst (tot 4000 kilogram) van alle ondersoorten. Ook het verschil in pigment is het grootst tussen deze twee ondersoorten. De Ceylon-olifant is het donkerst, de Sumatraanse olifant het lichtst, met de minste pigmentvlekken. Wat ook opvallend is, is dat de Sumatraanse olifant twintig paar ribben heeft terwijl alle andere Aziatische olifanten negentien paar hebben. De Borneodwergolifant is kleiner dan de andere Aziatische olifanten, maar ook heeft hij grotere oren, een langere staart en rechtere slagtanden. In de Maleisische deelstaat Sabah leven honderd tot tweehonderd dwergolifanten.

## Verspreiding
De Borneo-olifant en de Sumatraanse olifant beperken zich tot de eilanden waarnaar ze vernoemd zijn. Maar het zijn niet de minst voorkomende ondersoorten. Dat is de Ceylon-olifant. Met een populatie van 2500 tot 3000 wilde dieren leeft deze in Sri Lanka. De meest voorkomende is de Indische olifant. Hij leeft in Cambodja, Zuid-China, India, Laos, Maleisië, Myanmar, Nepal, Thailand en Vietnam.
Hoewel in Zuid-China een kleine populatie van 200 dieren leeft, was dat vroeger anders. In de 19e eeuw leefde in grote delen van China de Indische olifant in grote populaties. Het historische verspreidingsgebied omvatte het grootste deel van Zuid- en Oost-Azië: vrijwel geheel India, Sri Lanka, het grootste deel van Pakistan, Bangladesh, Zuid- en Centraal-China, Achter-Indië, geheel Sumatra en Java en delen van Borneo, zuidelijk Iran en Mesopotamië.
De Aziatische olifant is het nationale dier van Thailand.

## Voeding
De Aziatische olifant eet per dag wel tot 150 kg plantaardig voedsel. Ook drinkt hij 80-160 liter water. Het grootste gedeelte van de dag is hij dan ook (zoals vele planteneters) met eten bezig, gemiddeld wel 18 uur. Daarbij produceert de olifant zo'n 100 kilogram mest.

## Voortplanting en jongen
Een vrouwtjesolifant is vruchtbaar met een jaar of 8 in het wild en een jaar of 6 in een dierentuin, een mannetjesolifant pas later. Bovendien zorgt de rangorde ervoor dat een jonge stier nog niet in staat is om te paren. Pas na het veroveren van een hoge rang mag hij paren. Dat is ongeveer met de leeftijd van 25 jaar, in een dierentuin hoeft een mannetje dit niet te doen en kan daardoor al dekken op een leeftijd van 15 jaar. De draagtijd bedraagt 22 à 23 maanden. Meestal wordt er één jong geboren, met een gewicht van 80 tot 115 kg.
Bij olifanten bevinden de tepels zich tussen de voorpoten. Het jong zwaait de slurf opzij en zet zijn mond om de tepel van de moeder, net zoals alle andere zoogdieren melk drinken. Jonge olifanten kunnen ook bij andere vrouwtjes drinken die melk geven. Na de geboorte kan het jong al meteen lopen. Na twee dagen gaat hij mee met de groep. Hij blijft altijd dicht bij de moeder. Binnen een groep olifanten lopen de vrouwtjes aan de buitenkant om de kleintjes in het midden te beschermen tegen vijanden (bijvoorbeeld de tijger) en tegen de hitte van de felle zon. Soms verlaten de volwassen vrouwtjes de groep om voedsel te zoeken. Dan blijven de jongen achter bij een "oppasolifant".

## Lastdier
De Aziatische olifant kan tam worden gemaakt en gebruikt worden als lastdier. Er leven 16.500 olifanten als lastdier. Dat is ongeveer een kwart van de totale populatie wilde olifanten. Hun baanfunctie kan inhouden: boomstammen uit het bos te slepen, toeristen rond te dragen in nationale parken, karren te trekken, vrachten te vervoeren in afgelegen gebieden en wilde olifanten te vangen.

## De olifant en godsdienst
Ieder jaar wordt in Sri Lanka de Esala Perahera-processie gevierd. Er worden dan 100 olifanten uitbundig versierd. De Raja, de belangrijkste olifant, draagt op zijn rug een gouden kist met een tand van Boeddha.
In het hindoeïsme is Ganesha een wijze god en wordt gezien als beschermer van wetenschappen, geschriften en scholing. Ook is Ganesha de beschermheilige van reizigers. Hij heeft een fors menselijk lichaam en een olifantenhoofd met één tand.

## Bedreiging
De grootste bedreiging komt van de mens. Olifanten hebben veel ruimte nodig, voornamelijk bossen voor hun voedsel. Deze bossen worden massaal gekapt. Ook wordt op deze soort gejaagd. Vroeger werd de olifant wel beschermd omdat ze gebruikt werden voor zwaar werk, maar voor veel werk worden nu machines gebruikt.